# بحيرة ساوة

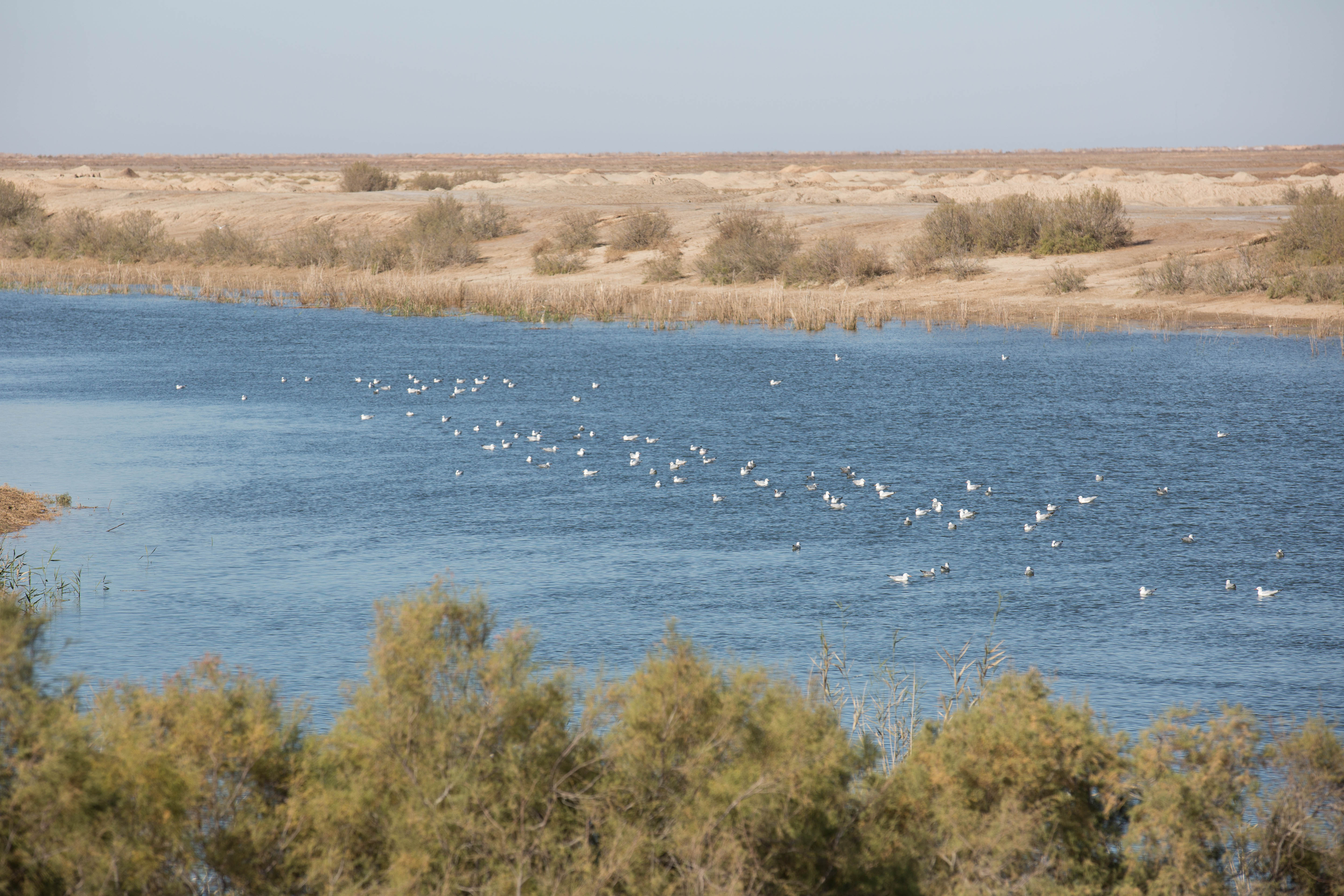
بحيرة ساوه

بحيرة ساوة هي بحيرة مغلقة مالحة تقع في محافظة المثنى العراقية قرب نهر الفرات، 23 كلم غرب مدينة السماوة. لا تملك بحيرة ساوة أنهار تصب فيها أو تخرج منها إنما تتزوّد بالمياه الجوفيّة من تحت البحيرة والتي ترشح إليها من نهر الفرات عبر الصدوع والشقوق، وفي 17 نيسان سنة 2022 م، أعلن متحدث باسم وزارة الموارد المائية العراقية عن جفاف البحيرة كاملةً، وأن هذا الجفاف قد حدث أول مرة. وفي 14 أيار سنة 2022 نقلت وكالة الأنباء العراقية مقاطع فيديو تُظهر عودة المياه إلى البحيرة بشكل منتظم، وكانت وزارة الموارد المائية قد دعت قبل ذلك أهل المناطق القريبة من البحيرة إلى تقليل استعمالهم للمياه الجوفية.
وقد سُجِّل اول ظهورٍ لبحيرة ساوة في المنطقة رسمياً في خرائط عام 1924 م  بعد إستقرار الفرات في مجراه الحالي لشط العطشان (الطور الاخير للفرات حالياً - طور شط الهندية) .

## الوصف
بحيرة ساوة تتصف به من ارتفاع نسبة الملوحة فيها مقارنة بباقي البحيرات والأنهار في العراق حيث تبلغ هذه النسبة 1500 بالمليون وهي نسبة عالية جداً حيث إنها أعلى ملوحة من مياه الخليج العربي بمرة ونصف. على العموم يتراوح عمق المياه في البحيرة بين أربعة إلى خمسة أمتار، كما يتباين لون الماء بين الأخضر الداكن (قرب الضفاف) إلى اللون الأزرق في العمق. يتقلب مستوى المياه في البحيرة بين مواسم الجفاف والرطوبة لكنها لا تجف بسبب التوازن بين الكمية المضافة من المياه الجوفية وكمية الماء المتبخرة . شكل البحيرة كمثرى ممتد طولياً أقصى طول للبحيرة 4.74 كلم وأقصى عرض 1.77 كلم مع اتجاه شمال غربي جنوب شرقي وهي محاطة بحاجز كلسي يبلغ سمكه 12.5 كلم.
منطقة بحيرة ساوة جزء من السهل الجبسي وتتصف الأرض بالاستواء والانبساط . تزداد درجة الميل بصورة عامة من الشمال الغربي إلى الجنوب الشرقي بمعدل ارتفاع 2,7 متر بالكيلومتر الواحد وتكثر في المنطقة الظواهر الطبيعية مثل السبخة والكثبان الرملية .
تعلو البحيرة بين واحد إلى أربع أمتار عن الأراضي المجاورة، وتعلو عن نهر الفرات القريب منها ما بين خمسة إلى سبعة أمتار كما ترتفع عن شط العرب والخليج العربي ما بين 17-20 م.
 تمتلك البحيرة القدرة على بناء جدران ملحية (تتشكل أساساً من الجبس) تَحيط بالبحيرة من جميع الجهات. هذه الجدران الملحية تشكل حاجزاً يمنع مياه البحيرة من التبدي والطفحان على الأراضي المجاورة. وتُبنى الجدران بتبخر المياه المشبعة بالأملاح في الحافات الضحلة للبحيرة وتنمو إلى أعلى بمرور الوقت حتى تصبح أعلى من مستوى البحيرة (يصل يصل ارتفاع الجدران الملحية حتى 6 أمتار) مٌشكّلة أشكال غريبة تشبه القرنبيط . كما تنتشر الترسبات الملحية على طول الشاطئ مُشكّلة معرضاً للمنحوتات الفنية الطبيعية. تشكّلت البحيرة خلال عصر الهولوسين قبل عشرة آلاف سنة.

## المناخ
تتصف المنطقة بالمناخ الجاف تتراوح درجات الحرارة بين (27,6-44,6) درجة سيليزية . معدل الأمطار السنوي تبلغ 110 م م، أعلى درجات التبخر تبلغ (506م م) وذلك في شهر تموز يوليو بينما أقل درجة تبخر تبلغ (89 م م) وذلك في شهر كانون الثاني يناير، تهب الرياح بصورة عامة باتجاه الشمال -الغربي مع رياح تبلغ سرعتها 4,1 متر بالثانية .

## الحياة البرية والنباتية
لا تنمو النباتات داخل البحيرة ولا على ضفافها بسبب ملوحة المياه. تعتبر الأسماك والطحالب أهم المخلوقات المائية. الأسماك التي تعيش في بحيرة ساوة هي من نوع واحد هو سمكة الجرو العربية (الاسم العلمي:Aphanius dispar ) (بالإنجليزية: Arabian toothcarp) وهو من جنس (Aphanius) يتصف بقصر طوله (لا يزيد عن عشرة سنتيمترات) ومظهره الناعم وله عيون تختفي بسرعة بعد موت السمكة، كما تعيش في قعر البحيرة نوع من الحلزون من نوع (Pomatiopsis) يعيش في المياه المالحة.
على عكس الحياة المائية الفقيرة، تزخر البحيرة بأنواع الطُيور المائية حيث تصل أنواع الطُيور إلى 25 نوع، أهمها البط، غر أوراسي، غطاس صغير، الهدهد العراقي، خناق رمادي.
تعيش العديد من اللبائن في الحزام الصحراوي الذي يحيط بالبحيرة منها ثعلب روبل، الضباع، غرير العسل بالإضافة إلى أنواع من الزواحف أهمها ثعبان ماء.

## انظر ايضا
- منخفض ساوة
- قائمة بحيرات العراق
- قائمة مواقع رامسار في العراق